# Dey de Tunis
Pour les articles homonymes, voir Dey et Tunis.
Le dey de Tunis (arabe : داي تونس) est le commandant militaire de la régence de Tunis, élu par le diwan ou conseil de la milice ottomane de Tunis, de 1591 à la disparition de cette fonction avec la prise de pouvoir progressive des beys mouradites.
En 1591, les quarante oda-bachi de Tunis (chefs de chambrées ou sous-officiers de la milice turque), surnommés deyi (signifiant « oncles maternels » en turc ottoman) par leurs soldats yoldach et soutenus par ces derniers, se révoltent contre le diwan et leurs officiers supérieurs. Ils choisissent un dey pour les représenter, instaurant par là-même une aristocratie militaire dirigeante.
Toutefois, la prééminence du pacha demeure, bien que symbolique, en gage de reconnaissance de la souveraineté du sultan ottoman. Le dey loge et occupe ses bureaux dans la kasbah, château disparu situé à la kasbah de Tunis. La fonction devient de plus en plus chaotique lors des « Révolutions de Tunis » et les deys sont de plus en plus marginalisés par les beys ; ils sont souvent en première ligne lors de l'éclatement d'une révolte dans les rangs de la milice et bon nombre d'entre eux finissent leurs mandats exécutés ou exilés. À l'instar des deys d'Alger, ils ont néanmoins un pouvoir quasi-absolu sur la régence de 1593 à 1647, date du décès d'Ahmed Khodja Dey.

## Chronologie des deys

### Anté-mouradite
- Ibrahim Roudesli (janissaire originaire de Rhodes), élu en 1591 et démissionne en 1593 ;
- Moussa Dey, ne reste que quelques mois en fonction durant l'année 1593 ;
- Othman Dey (1593-1610), règne durant une période de calme et de prospérité, durant laquelle il accueille les réfugiés andalous[2], et crée le poste de bey[3] ;

### Période mouradite

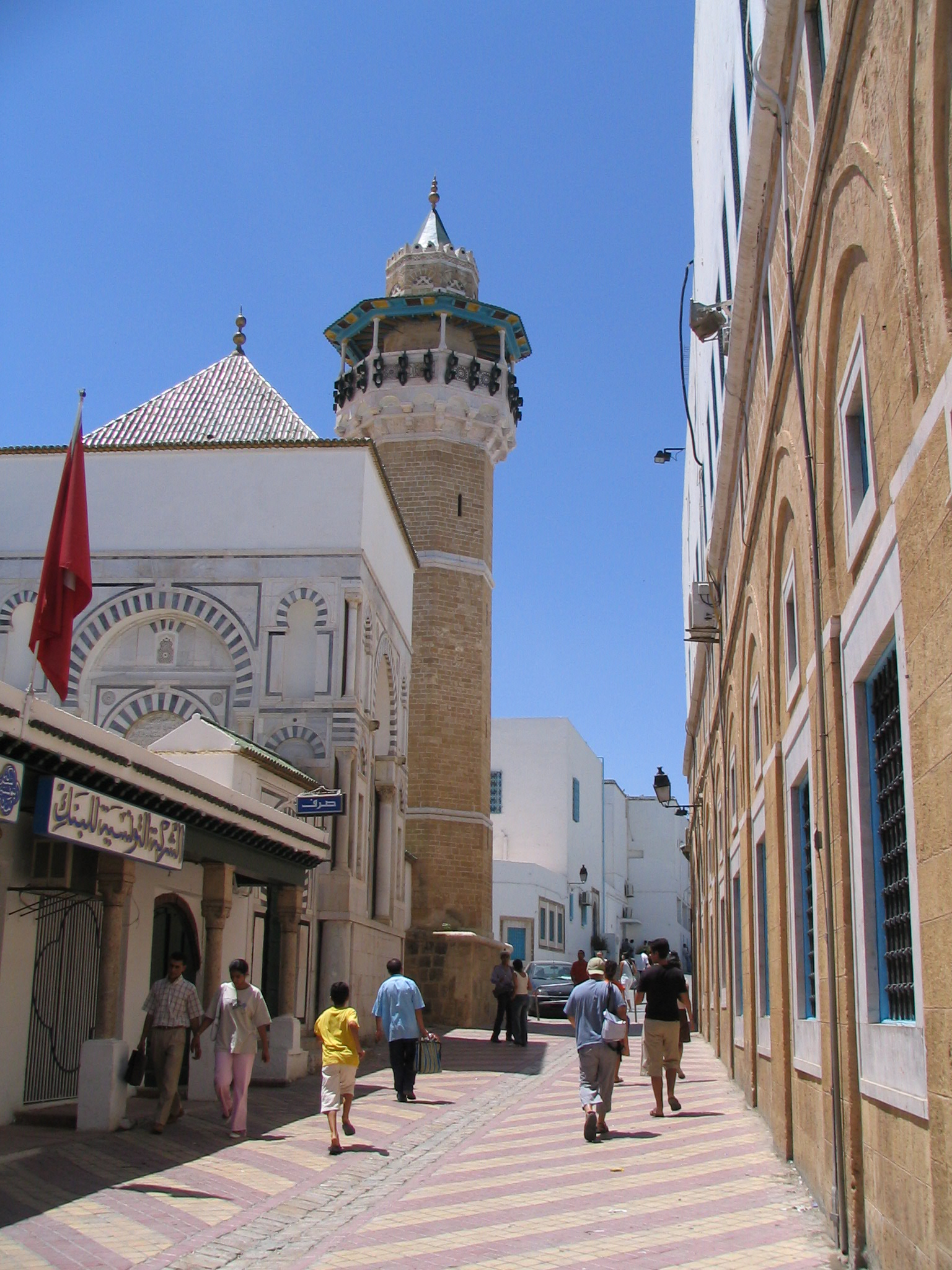
Vue de la mosquée élevée en 1612 par Youssef Dey dans la médina de Tunis.

- Youssef Dey (1610-1637), souverain bâtisseur ;
- Usta Mourad (1637-1640), renégat italien et célèbre corsaire qui fonde le port stratégique de Porto Farina qui progressivement devient l'un des principaux ports de course de la régence[4] ;
- Ahmed Khodja (1640-1647) ;
- Hadj Mohamed Laz Dey (1647-1653), issu du peuple des Lazes vivant sur les rives de la mer Noire ;
- Hadj Mustapha Laz Dey (1653-1665), épouse la fille adoptive d'Hammouda Pacha Bey ;
- Mustapha Kara Kuz (1665-1666), déposé par Mourad II Bey pour avoir voulu rétablir le pouvoir des deys ;
- Mohammed Hadj Oghli (1666-1669), déposé pour sénilité ;
- Chaabane Khodja (1669-1672), déposé pour complot contre Mourad II Bey ;
- Mohamed Mantecholi (1672-1673), imposé par Mourad II Bey mais déposé par la milice en l'absence de celui-ci ;
- Ali Laz Dey (1673), élu par la milice pour contrer Mourad II Bey mais exilé à Hammamet après le retour de ce dernier et la répression de la révolte ;
- Hadj Mami Jemal Dey (1673-1677), abdique sous la pression des janissaires[5]
- Ouzzoun Ahmed Dey (1673), reste trois jours au pouvoir et meurt étranglé par la suite pour avoir participé aux intrigues de la succession de Mourad II Bey ;
- Mohamed Tabak Dey (1673-1682), crée le premier régiment de hamba (cavalerie de la milice turque) et se voit étranglé sur la route de Porto Farina par le mouradite Ali Bey pour s'être compromis avec son rival Mohamed Bey ;
- Ahmed Chelebi (1682-1686), dey fidèle à Constantinople mais voit se liguer contre lui tous les princes mouradites qui mettent leurs querelles de côté ;
- Baqtach Khodja Dey (1686-1688), soumis à Mohamed Bey El Mouradi et meurt tranquillement dans son lit ;
- Ali Raïs (1688-1694), ancien corsaire et capitaine de vaisseau soumis à Mohamed Bey qui abdique et se retire pour vivre d'une retraite dorée ;
- Ibrahim Khodja Dey (1694), essaie de résister à la révolte de Ben Cheker, appuyé par la milice d'Alger en guerre contre les princes mouradites, mais se voit exilé à Sousse par Ben Cheker lors de son entrée dans la capitale ;
- Mohamed Tatar Dey (1694), nommé par Ben Cheker et lynché par la population de Tunis lors de la victoire écrasante de Mohamed Bey contre Ben Cheker et ses alliés près de Kairouan ;
- Yaacoub Dey (1695), se retire du fait de son grand âge ;
- Mohamed Khodja Dey (1695-1699), déposé ;
- Mohamed Dali Dey (1699-1701), soumis à Mourad III Bey, brutal comme son maître, et dirige Tunis pendant que l'autre mène une expédition punitive contre Constantine pour laver l'affront de l'attaque de Tunis ;
- Mohamed Kahouaji (1701-1702), ancier cafetier nommé par Mourad III Bey mais déposé par Ibrahim Cherif nommé nouveau bey ;
- Kara Mustapha Dey (1702), vite déposé par Ibrahim Cherif qui ne supporte plus le partage de pouvoir entre lui et le dey ;
- Ibrahim Cherif (1702-1705), se fait élire dey après avoir été reconnu bey par le diwan.

### Période husseinite
Disposant d'un rôle amoindri, les deys de la période husseinite deviennent des hauts fonctionnaires nommés par le bey ; ils jouent un rôle judiciaire et de chef de la police de Tunis. Ils président par ailleurs périodiquement le tribunal de la Driba qui tient ses séances dans le hall d'entrée du palais du dey, le Dar Daoulatli, dans la rue Sidi Ben Arous. Ils sont tous recrutés chez les officiers supérieurs de la milice turque de Tunis. On les appelle aussi dorénavant dawlatli.
- Mohamed Khodja El Asfar (1705-1706), dit Mohamed le Blond, ancien secrétaire du diwan, soutien d'Hussein Ier Bey lors de sa prise de pouvoir, il se rebelle contre son autorité et se fait exécuter quelques mois plus tard ;
- Kara Mustapha Dey (1706-1726), rappelé par Hussein Ier Bey, imam de la mosquée du Bardo ;
- Hadj Ali Dey (1726-1739) ; soutien de Ali Ier Pacha durant le coup d'État pachiste, il s'allie ensuite à la famille du pacha ;
- Hadj Mahmoud Dey (1739-1744) ;
- Omar Dey (1744-1748) ;
- Haydar Dey (1748-1752) ;
- Abdallah Bulukbachi (1752) ;
- Ali Mallamali (1752-1755) ;
- Mohamed Qazdaghli (1755-1758) ;
- Hassan El Murali (1758-1761) ;
- Hadj Hassan Ben Sidi Brahim El Bahli (1761-1771) ;
- Mustapha Zaghwani Bulukbachi (1771-1782) ;
- Hassan Dey (1781-1785) ;
- Ibrahim Bouchnaq (1785-1805) ;
- Kara Burni (1805-1808) ;
- Ahmed El Bawandi (1808-1821) ;
- Fidi Dey (1821-1823) ;
- Baba Omar Dey (1823-1832) ;
- Hassan Dey (1832) ;
- Mustapha Dey El Tarabulsi (1832-1842) ;
- Bach Hamba Ahmed (1842-?) ;
- Kshuk Mohamed (?-1860), originaire d'Albanie, il est officier de marine et ambassadeur, avant de devenir le dernier dey de Tunis ; Ahmed Ier Bey lui accorde le titre de ouzir al tanfidh, ministre exécutif, chargé de la ville de Tunis.

Sous le règne de Sadok Bey, l'institution est supprimée en septembre 1860, à la mort du vieux Kshuk Mohamed, et remplacée par le conseil des Zaptié ou Dhabtiyé, dirigé par un président (raïs), pour assurer les fonctions de police à Tunis ; celui-ci subsiste jusqu'au protectorat français.